# 张力维
张力维（1954年11月17日—），出生于北京，中国大陆女演员，北京电影制片厂演员。1993年荣获第13届中国电影金鸡奖最佳女配角奖。